# Norwegische Meisterschaften im Biathlon 2024
Die Norwegischen Meisterschaften im Biathlon 2024 fanden zwischen dem 4. und dem 7. April 2024 im Geilo skiskytterstadion statt.
Vorher wurden bereits im Rahmen des nationalen ASKO-Cups Mitte März Mixedstaffelwettkämpfe in Tromsø durchgeführt. 

## Zeitplan
| Datum          | Männer     | Männer               | Frauen   | Frauen                |
| -------------- | ---------- | -------------------- | -------- | --------------------- |
| 4. April (Do.) | 9:00–18:30 | Training             | Training | Training              |
| 5. April (Fr.) | 15:15      | Einschießen          | 13:00    | Einschießen           |
| 5. April (Fr.) | 16:15      | Sprint (10 km)       | 13:55    | Sprint (7,5 km)       |
| 6. April (Sa.) | 15:30      | Einschießen          | 12:50    | Einschießen           |
| 6. April (Sa.) | 17:00      | Massenstart (15 km)  | 14:30    | Massenstart (12,5 km) |
| 7. April (So.) | 12:45      | Einschießen          | 10:00    | Einschießen           |
| 7. April (So.) | 13:45      | Staffel (4 × 7,5 km) | 11:00    | Staffel (3 × 6 km)    |

Alle Startzeiten in MEZ.

## Berichterstattung
Der NRK berichtete live von den Meisterschaften, die Berichte wurde auch im Internet als Livestream veröffentlicht. Moderator war Hans Solbakken, als Experten waren – wie auch bei Übertragungen der Rennen des Biathlon-Weltcups – die ehemaligen Biathleten Synnøve Solemdal und Ola Lunde vor Ort.

## Männer

### Sprint (10 km)
| Platz | Starter                | Zeit        | Schießfehler |
| ----- | ---------------------- | ----------- | ------------ |
| 1     | Simon Kirkeeide        | 26:15,8 min | 1+1          |
| 2     | Johannes Dale-Skjevdal | +6,9        | 0+1          |
| 3     | Sverre Dahlen Aspenes  | +13,3       | 1+1          |
| 4     | Jørgen Sæter           | +22,8       | 0+0          |
| 5     | Tarjei Bø              | +30,5       | 1+0          |
| 6     | Herman Dramdal Borge   | +36,9       | 0+1          |
| 7     | Isak Frey              | +43,1       | 0+1          |
| 8     | Harald Øygard          | +46,7       | 1+1          |
| 9     | Sivert Gerhardsen      | +53,5       | 0+0          |
| 10    | Sturla Holm Lægreid    | +1:01,6     | 0+0          |

Start: 5. April 2024

### Massenstart (15 km)
| Platz | Starter              | Zeit        | Schießfehler |
| ----- | -------------------- | ----------- | ------------ |
| 1     | Harald Øygard        | 40:10,0 min | 0+0+0+1      |
| 2     | Tarjei Bø            | +10,4       | 1+0+0+0      |
| 3     | Filip Fjeld Andersen | +13,7       | 0+0+1+0      |
| 4     | Jørgen Sæter         | +15,1       | 0+1+0+1      |
| 5     | Martin Uldal         | +35,3       | 0+1+1+1      |
| 6     | Sturla Holm Lægreid  | +35,4       | 0+1+0+1      |
| 7     | Herman Dramdal Borge | +44,1       | 0+1+0+0      |
| 8     | Johan-Olav Botn      | +44,2       | 1+0+0+3      |
| 9     | Martin Femsteinevik  | +56,0       | 1+0+1+0      |
| 10    | Espen Uldal          | +1:01,7     | 0+1+1+1      |

Start: 6. April 2024

### Staffel (4 × 7,5 km)
| Platz | Starter                                                                            | Region                 | Zeit        |
| ----- | ---------------------------------------------------------------------------------- | ---------------------- | ----------- |
| 1     | Magnus Skeide Bakke Johan-Olav Botn Simon Kirkeeide Tarjei Bø                      | Sogn og Fjordane 1     | 1:38:08,0 h |
| 2     | Harald Øygard Vebjørn Sørum Tobias Alm Håvard Tosterud                             | Oppland 1              | +1:05,9     |
| 3     | Vetle Paulsen Filip Fjeld Andersen Herman Dramdal Borge Vetle Sjåstad Christiansen | Buskerud 1             | +2:03,2     |
| 4     | Jørgen Sæter Petter Austberg Bjørn Andreas Øyen Tøraasen Emil Hage Streitlien      | Nord-Østerdal 1        | +5:33,8     |
| 5     | Bendik Winsvold Mats Øverby Mathias Skrede Sondre Slettemark                       | Buskerud 2             | +6:08,7     |
| 6     | Johannes Willassen Ask Grøtan Wang Fredrik Vogt Vold Sindre Fjellheim Jorde        | Oslo og Akershus 2     | +6:17,1     |
| 7     | Eirik Gerhardsen Erlend Hauan Alexander Os Sivert Gerhardsen                       | Troms 1                | +6:34,0     |
| 8     | Endre Strømsheim Isak Frey Sturla Holm Lægreid Johannes Dale-Skjevdal              | Oslo og Akershus 1     | +7:06,3     |
| 9     | Hogne Findal Skar Ole Suhrke Eivind Gaastjønn Tov Røysland                         | Telemark og Vestfold 1 | +8:29,0     |
| 10    | Emil Skjellberg Ole-Kristian Kvanli Peter Nystu Magnus Wassbakk                    | Troms 2                | +8:51,3     |

Start: 7. April 2024

## Frauen

### Sprint (7,5 km)
| Platz | Starter                 | Zeit        | Schießfehler |
| ----- | ----------------------- | ----------- | ------------ |
| 1     | Juni Arnekleiv          | 22:59,2 min | 1+0          |
| 2     | Maren Brännare-Gran     | +13,6       | 0+0          |
| 3     | Julie Tronerud Kvelvane | +14,4       | 0+0          |
| 4     | Ida Lien                | +21,4       | 0+2          |
| 5     | Ragnhild Femsteinevik   | +46,9       | 0+1          |
| 6     | Lotte Lie               | +50,8       | 0+0          |
| 7     | Ragna Fodstad           | +1:12,7     | 0+1          |
| 8     | Marit Øygard            | +1:13,4     | 0+1          |
| 9     | Amanda Kvernmo Lynum    | +1:18,7     | 0+0          |
| 10    | Agathe Brathagen        | +1:20,9     | 0+1          |

Start: 5. April 2024

### Massenstart (12,5 km)
| Platz | Starter                  | Zeit        | Schießfehler |
| ----- | ------------------------ | ----------- | ------------ |
| 1     | Marthe Kråkstad Johansen | 37:50,1 min | 0+0+0+1      |
| 2     | Maren Kirkeeide          | +7,5        | 0+1+1+0      |
| 3     | Karoline Erdal           | +21,3       | 0+1+1+0      |
| 4     | Emilie Ågheim Kalkenberg | +52,0       | 2+0+2+0      |
| 5     | Frida Dahl               | +57,0       | 1+0+1+1      |
| 6     | Maren Bakken             | +1:07,6     | 0+0+1+0      |
| 7     | Ida Lien                 | +1:21,7     | 1+1+1+3      |
| 8     | Juni Arnekleiv           | +1:31,2     | 1+0+0+2      |
| 9     | Gro Randby               | +1:35,5     | 0+1+1+2      |
| 10    | Marit Øygard             | +1:58,1     | 0+0+2+0      |

Start: 6. April 2024

### Staffel (3 × 6 km)
| Platz | Starter                                                                     | Region                 | Zeit          |
| ----- | --------------------------------------------------------------------------- | ---------------------- | ------------- |
| 1     | Guro Femsteinevik Julie Tronerud Kvelvane Ragnhild Femsteinevik             | Hordaland 1            | 1:01:35,8 min |
| 2     | Maren Bakken Eline Grue Juni Arnekleiv                                      | Nord-Østerdal 1        | +22,1         |
| 3     | Tuva Aas Stræte Gro Torsteinsrud Mari Torsteinsrud                          | Buskerud 2             | +58,4         |
| 4     | Marthe Kråkstad Johansen Benedicte Stien Schreiner Emilie Ågheim Kalkenberg | Nordland 1             | +58,6         |
| 5     | Marit Ishol Skogan Frida Dahl Lotte Lie                                     | Nord-Trøndelag 1       | +1:42,6       |
| 6     | Amanda Kvernmo Lynum Nora Ytterhus Guro Ytterhus                            | Sør-Trøndelag 1        | +1:52,7       |
| 7     | Mia Jenny Nygaard Østreng Kristiane Rolstad Maren Brännare-Gran             | Oslo og Akershus 1     | +2:05,6       |
| 8     | Synne Owren Oda Støen Kolkinn Marit Øygard                                  | Oppland 1              | +2:29,4       |
| 9     | Nora Randby Gro Randby Agathe Brathagen                                     | Telemark og Vestfold 1 | +3:02,9       |
| 10    | Ragna Fodstad Eivor Melbybråten Anne Birgit Dokken                          | Oppland 2              | +4:25,7       |

Start: 7. April 2024

## Mixedstaffel
| Platz | Starter                                                                  | Region             | Zeit        |
| ----- | ------------------------------------------------------------------------ | ------------------ | ----------- |
| 1     | Tuva Aas Stræte Bendik Winsvold Herman Dramdal Borge                     | Buskerud 1         | 56:05,6 min |
| 2     | Malin Bergtun Martin Femsteinevik Jens-Henrik Hegg                       | Hordaland 1        | +0:03,5     |
| 3     | Maren Bakken Martin Øyen Tøraasen Håvard Galåen                          | Nord-Østerdal 1    | +0:19,6     |
| 4     | Ann Kristin Aaland Simon Kirkeeide Aksel Mathias Meland                  | Sogn og Fjordane 1 | +1:53,7     |
| 5     | Anne De Besche Sondre Østraat Mortensen Fredrik Qvist Bucher-Johannessen | Oslo og Akershus 1 | +2:03,3     |
| 6     | Synne Owren Ola Johnsrud Vinjar Aurstad Berland                          | Oppland 1          | +2:29,5     |
| 7     | Frida Dahl Einar Hedegart Brian Hofstad                                  | Nord-Trøndelag 1   | +2:30,6     |
| 8     | Anja Fischer Endre Blikra Morten André Skånøy Søraas                     | Sør-Trøndelag 1    | +2:44,6     |
| 9     | Hedda Bolstad Mathias Skrede Stein Aas Stræte                            | Buskerud 2         | +3:01,4     |
| 10    | Ingrid Nordbotten Espen Uldal Erik Sporaland                             | Agder og Rogland 1 | +3:08,6     |

Start: 17. März 2024